# Tanoda tér (Tata)
A Tanoda tér Tatán, az Öreg-tó feletti dombon, a Hősök tere mellett, és a Kálvária-dombtól nem messze található. Itt található a Bartha-kútbarlang.

## Nevének eredete
A sokak által Márvány-hegynek nevezett domb oldalában lévő forrás vize állandóan folydogált egy csövön, s ezért a környéken lakók Csurgó-kútnak nevezték el. A fölötte emelkedő dombnak Csurgó-föle és az ott lakóknak csurgó-föliek nevet adták. A népi névadás nem alakult át hivatalos névvé. Ennek ellenére a tataiak a második világháború utánig, egymás közötti beszélgetésben még használták. A térképen is szereplő első hivatalos neve 1809-től Piaristák utcája, 1845-től Piarista dombi utca. Az elnevezést az 1765-ben itt letelepedett és a domb tetejére rendházat épített piaristákról kapta. Szűkké váltak a rendházi tantermek. A Vallás-és Közoktatásügyi Minisztérium levélben felszólította a kegyes-tanítórend főnökét új tantermek építésére. A gimnázium igazgatója, Pintér Elek az új iskola felépítése érdekében felkereste Esterházy (IV.) Miklós (1839-1897) grófot. A színházat és a lóversenyt kedvelő gróf vállalta a költségeket, és a rendház szomszédságában felépítette az új gimnáziumot. A kisgimnázium alapjait 1891. június 18-án rakták le. Egy év alatt elkészült a kor követelményeinek megfelelő négy tágas tanterem, egy rajzszoba, egy tornaterem és egy tanári szoba. Az új iskolát 1892. szeptember 4-én avatták fel. Az első elnevezéseket a Márvány-hegy tetejére rendházat épített piaristákról és 1889-től a ’’’Tanoda tér’’’ nevet a rendházban működő gimnáziumról kapta. A kisgimnáziumot 1892-ben avatták fel. 1939-től neves tanítványok kérésére Pintér Elek térre változtatták. Pintér Elek 1879-1918 között a tatai piarista gimnázium igazgatója volt. Az ő nevéhez fűződik az új főgimnázium megépítése (1911-1912). A hely 1959-től 1991-ig az Április 4. Tér nevet viselte, amikor a rendszerváltoztatás után az utcaneveket felülvizsgáló bizottság javaslatára a képviselő testület visszaadta a régebbi Tanoda tér elnevezést.

## József Attila Középfokú Kollégium a volt Piarista rendház
Gróf Esterházy Miklós új tanintézet alapítását határozta el, amelynek vezetésére a kegyes-rendiek felkérését tervezte. A gróf 1764-ben meghalt így tervét utóda, gróf Esterházy Ferenc valósította meg, aki 1765-ben Tatára hívta a piaristákat. Az alapító okiratot hitelesítették, a rend részéről Topolcsányi Gergely tartományfőnök írta alá. 1765 tavaszán Fellner Jakab tervei alapján elkezdődött a kamalduli rend meglevő épületének átalakítása. A hatosztályos gimnáziumban a tanítás 1765. november 13-án kezdődött meg. Az új iskola, valamint a rendház északi szárnyának építését Fellner Jakab irányításával 1767-ben kezdték el, és 1806-ban fejezték be. A nyugati szárnyat Faisz József 1840-ben építette meg, a kápolnát 1841-ben nagyobbították meg. Az 1850. szeptember 9-én kelt miniszteri rendelet a hatosztályos gimnáziumot négyosztályos kisgimnáziummá vonta össze. Így működött az iskola 1910-ig, az új nyolcosztályos gimnázium megépítéséig.
A konviktus további helyiségek kialakítása érdekében az U alaprajz nyitott oldalát, Hültl Dezső a régi tervből a quadrumot (kerengő) megtartva, a kor egészségügyi, pedagógiai követelményét megvalósító tervrajzot 1927. szeptember 29-én ismertette a tanárokkal. Dr. Sebes Ferenc rendfőnök 1929. április 13-án személyesen felkereste Tatán a kastélyban gróf Esterházy Ferencné, Zichy Mária grófnőt, aki minden támogatást megígért a rend főnökének. A konviktus építését 1929. június 26-án megkezdték és az épületet 1930. november 8-án szentelték fel. A konviktorok beköltözhettek új otthonukba.
Említést érdemel, hogy a XIV. Nyári Olimpiai Játékokra készülő női olimpikonokat a rendház konviktusi részében szállásolták el. Az 1948. június 28-án megnyitott tatai Edzőtábort Tildy Zoltán köztársasági elnök is meglátogatta. A gimnázium államosítása után a piarista tanárok még 1950. június 18-áig a rendházban maradhattak. A kápolnából 1950 telén az orgonát, az oltár-menzát, az oltárképet, a szószéket, a padokat és az egyéb felszerelést a kecskeméti piarista rendházba szállították át. 1948-tól az épület konviktusi részét az Állami Gimnázium Diákotthona, a nagyobbik részt a 311-es Ipari Szakmunkásképző Intézet kollégiuma kapta meg. A két kollégiumot az 1970-es évek végén József Attila Középfokú Kollégium néven közös igazgatás alatt egyesítették.

## Eötvös József Gimnázium
A tataiak egyre jobban érezték a nyolcosztályos főgimnázium hiányát. 1895-től évente visszatérő témája a helyi újságoknak: „Tata főiskolát kér!” , vagy „Lesz-e Tatán főgimnázium?” 1898-ban a gimnázium építése ügyében száztagú küldöttség utazott a miniszterhez Budapestre. Ilyen előzmények után kötötte meg az állam a kegyes-tanítórenddel a főgimnázium fenntartását, és ellátását biztosító szerződést. Az Esterházy-uradalom adta az építéshez az anyagokat, az összes téglát, cserepet, cementet, meszet és faanyagot, ami összességében megközelítette a szintén 300 000 korona pénzösszegű állami támogatást. A főgimnázium épületének bokrétaünnepét 1912. március 9-én tartották. Az osztályok megnyitása az új épületben 1912 őszétől fokozatosan történt, majd 1913. szeptember 1-jén a VIII. osztályban is megkezdődött a tanítás. Tata község képviselőtestülete 1913-ban az iskola mellett levő játszóteret odaajándékozta a kegyesrendi háznak, hogy ott a tanuló ifjúság „testmozgást” végezzen. Az első érettségi vizsgát 1914-ben tartották. A piarista gimnázium 1931-től az 1948.-i évi államosításig a Tatai Kegyestanító-rendi Gróf Esterházy Miklós Gimnázium nevet viselte. 1948-tól 1950-ig Tatai Állami Gimnázium, 1951-től napjainkig Eötvös József Gimnázium a neve. Az iskola épülete a második világháború alatt sok viszontagságon – német és orosz katonai kórház volt – ment át. Az épület külső homlokzatát utoljára 1966-ban 1980-ban és 2007-ben újították fel. A katonai kollégiumi osztályok elhelyezésére (1978-1991) az anyaépület mellé felépített új szárnyat 1980. október 15-én vehette birtokába a tanuló ifjúság. A gimnázium alatt az úgynevezett „Kőporosban” 1981 tavaszán megépítették a futball- és atlétikai pályát. 1990-ben a sportcsarnok átadásával befejeződött az Eötvös József Gimnázium bővítése.